# Stanisław Tkocz (żużlowiec)
Stanisław Tkocz (ur. 6 listopada 1936 w Rybniku, zm. 19 maja 2016) – polski żużlowiec.

## Życiorys

### Życie prywatne
Brat Andrzeja i Jana Tkoczów – również żużlowców.

### Kariera sportowa
W rozgrywkach o Drużynowe Mistrzostwo Polski startował w latach 1955–1972, reprezentując kluby Górnika (ROW) Rybnik (1955–1959, 1961–1971) oraz Kolejarza Opole (1972). Łącznie zdobył 15 medali DMP, w tym 11 złotych (1956, 1957, 1958, 1962, 1963, 1964, 1965, 1966, 1967, 1968, 1970), 2 srebrne (1959, 1961) oraz 2 brązowe (1969, 1971).
Był dwunastokrotnym uczestnikiem finałów Indywidualnych Mistrzostw Polski, trzykrotnie zdobywając medale: 2 złote (1958, 1965) oraz brązowy (1956). Trzykrotnie stawał na podium turniejów o "Złoty Kask" (1965 – I m., 1963 – II m., 1968 – III m.). W 1956 r. zajął II m. w Memoriale Alfreda Smoczyka w Lesznie, w 1957 r. zajął III m. w Criterium Asów w Bydgoszczy, natomiast w 1959 r. w turnieju tym zwyciężył, podobnie jak w memoriale im. Zbigniewa Raniszewskiego.
Dwukrotnie startował w finałach Indywidualnych Mistrzostw Świata (Malmö 1961 – XV m., Göteborg 1966 – IX m.). Był również dwukrotnym Drużynowym Mistrzem Świata (Wrocław 1961, Rybnik 1969).

### Śmierć
Zmarł 19 maja 2016. Został pochowany na cmentarzu w miejscowości Ettlingen.

## Osiągnięcia

### Drużynowe Mistrzostwa Świata na Żużlu
| Sezon | Miasto  | Ranga          | Miejsce | Punkty              |
| ----- | ------- | -------------- | ------- | ------------------- |
| 1961  | Wrocław | Finał Światowy | 1       | 4 (Cała drużyna 32) |
| 1963  | Wiedeń  | Finał Światowy | 4       | 1(Cała drużyna 7)   |
| 1969  | Rybnik  | Finał Światowy | 1       | 4(Cała drużyna 31)  |

### Drużynowe Mistrzostwa Polski- Sezon zasadniczy
| Sezon | Klub           | Miejsce | Liga    | Średnia/bg | Średnia/mc | Pkt      | Bonusy | Razem    | Komplety    | Biegi | Mecze |
| ----- | -------------- | ------- | ------- | ---------- | ---------- | -------- | ------ | -------- | ----------- | ----- | ----- |
| 1955  | Górnik Rybnik  | 1       | II Liga | b.d.       | b.d.       | b.d.     | b.d.   | b.d.     | b.d.        | b.d.  | b.d.  |
| 1956  | Górnik Rybnik  |         | I Liga  | 2,179      | 8,143      | 114      | 8      | 122      | 3 - (1 pł.) | 56    | 14    |
| 1957  | Górnik Rybnik  |         | I Liga  | 2,549      | 11,318     | 124,5    | 5,5    | 130      | 3 - (2 pł.) | 51    | 11    |
| 1958  | Górnik Rybnik  |         | I Liga  | 2,306      | 9,818      | 108      | 5      | 113      | 2           | 49    | 11    |
| 1959  | Górnik Rybnik  |         | I Liga  | 2,662      | 12,714     | 178      | 3      | 181      | 7 - (1 pł.) | 68    | 14    |
| 1960  | Górnik Rybnik  | 5       | I Liga  | 2,267      | 9,000      | 63       | 5      | 68       | 1 - (1 pł.) | 30    | 7     |
| 1961  | Górnik Rybnik  |         | I Liga  | 2,466      | 11,500     | 138      | 5      | 143      | 4 - (3 pł.) | 58    | 12    |
| 1962  | Górnik Rybnik  |         | I Liga  | 2,463      | 9,500      | 95       | 6      | 101      | 5 - (3 pł.) | 41    | 10    |
| 1963  | Górnik Rybnik  |         | I Liga  | 2,423 (8)  | 9,308 (10) | 121 (9)  | 5      | 126 (10) | 4 - (2 pł.) | 52    | 13    |
| 1964  | Górnik Rybnik  |         | I Liga  | 2,314 (11) | 8,154 (16) | 106 (17) | 12     | 118 (13) | 1 - (1 pł.) | 51    | 13    |
| 1965  | ROW Rybnik     |         | I Liga  | 2,614 (3)  | 9,929 (8)  | 139 (5)  | 10     | 149 (2)  | 5 - (2 pł.) | 57    | 14    |
| 1966  | ROW Rybnik     |         | I Liga  | 2,491 (7)  | 9,846 (6)  | 128 (8)  | 9      | 137 (6)  | 3 - (1 pł.) | 55    | 13    |
| 1967  | ROW Rybnik     |         | I Liga  | 2,429      | 9,357      | 131      | 5      | 136      | 6 - (2 pł.) | 56    | 14    |
| 1968  | ROW Rybnik     |         | I Liga  | 2,161      | 8,071      | 113      | 8      | 121      | 2 - (1 pł.) | 56    | 14    |
| 1969  | ROW Rybnik     |         | I Liga  | 2,157      | 8,583      | 103      | 7      | 110      | 2 - (2 pł.) | 51    | 12    |
| 1970  | ROW Rybnik     |         | I Liga  | 2,048      | 6,727      | 74       | 12     | 86       | 2 - (2 pł.) | 42    | 11    |
| 1971  | ROW Rybnik     |         | I Liga  | 1,528      | 4,083      | 49       | 6      | 55       | -           | 36    | 12    |
| 1972  | Kolejarz Opole | 6       | I Liga  | 1,563      | 4,400      | 44       | 6      | 50       | -           | 32    | 10    |

W nawiasie miejsce w danej kategorii (śr/m oraz śr/b - przy założeniu, że zawodnik odjechał minimum 50% spotkań w danym sezonie)
Podsumowanie wyników w najwyższej klasie rozgrywkowej w Polsce w sezonie zasadniczym:
| Sezony | Średnia/bg | Średnia/mc | Pkt    | Bonusy | Razem | Komplety           | Biegi | Mecze |
| ------ | ---------- | ---------- | ------ | ------ | ----- | ------------------ | ----- | ----- |
| 17     | 2,314      | 8,920      | 1828,5 | 117,5  | 1946  | 50 - (26 płatnych) | 841   | 205   |